# Sahan (Mantelolão)
Sahan (ehemals Mantelolão) ist eine osttimoresische Aldeia im Suco Mantelolão (Verwaltungsamt Metinaro, Gemeinde Dili). 2015 lebten in der Aldeia 63 Menschen.

## Geographie
Sahan liegt im Nordosten des Sucos Mantelolão. Westlich befindet sich die Aldeia Birahu Matan und südlich die Aldeia Lebutun. Im Norden grenzt Sahan an den Suco Wenunuc und im Osten an die Gemeinde Manatuto mit ihren Sucos Hohorai, Uma Naruc und Lacumesac (Verwaltungsamt Laclo).
Das Dorf Sahan liegt im Südwesten der Aldeia.